# Vieux-Habitants

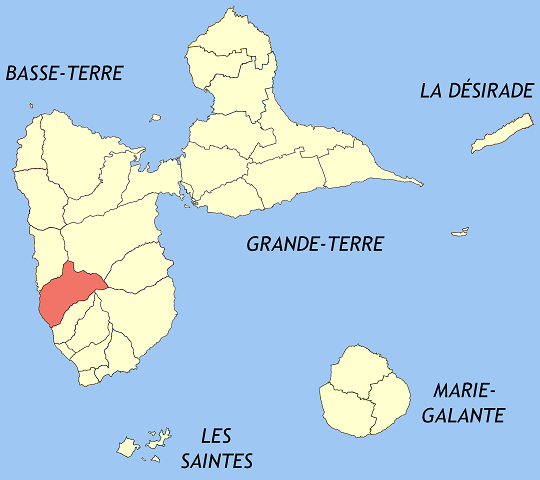
Ubicació de Vieux-Habitants dins de Guadalupe

Vieux-Habitants  és un municipi francès, situat a Guadalupe, una regió i departament d'ultramar de França situat a les Petites Antilles. L'any 2006 tenia 7.765 habitants. Limita al nord amb Bouillante i al sud amb Baillif.

## Demografia
| 7.611                                      | 7.765 |
| Des de 1962: població sense dobles comptes |       |

## Administració
| Període   | Identitat      | Partit |
| --------- | -------------- | ------ |
| 2001-2005 | Victorin Lurel | FGPS   |
| 2005-     | Georges Clairy | FGPS   |